# Медаль «За военные заслуги» (Азербайджан)
Медаль «За военные заслуги» (азерб. «Hərbi xidmətlərə görə» medalı) — государственная награда Азербайджанской Республики. Учреждена законом № 759 от 6 декабря 1993 года.

## Основания для награждения
- За отличие при исполнении своих служебных обязанностей и поставленных перед войсковой частью задач;
- За заслуги в охране государственных границ.

## Способ ношения
Медаль «За военные заслуги» носится на левой стороне груди и при наличии других орденов и медалей Азербайджанской Республики располагается после медали «Прогресс».

## Описание медали
Медаль «За военные заслуги» изготовлена из серебра, в форме вытянутой восьмиконечной звезды выпуклой формы. Края и лицевая сторона медали обведены бортиком. Между бортиками лицевой стороны изображен сплетенный геометрический орнамент. В центре медали — изображение одного большого и двух малых сплетенных квадратов, а также скрещенных секиры, меча, сабли, булавы. В нижней части медали надпись «Hərbi xidmətlərə görə». На оборотной стороне медали в верхней части изображены полумесяц с восьмиконечной звездой, в нижней части помещен натянутый шестиугольник, предусмотренный для надписи даты награждения. Все надписи и изображения выпуклые. Высота медали — 45 мм, ширина — 36 мм. Медаль при помощи ушка и кольца крепится к четырехугольной колодочке. Колодочка состоит из двух орнаментных частей, соединенных зеленой муаровой лентой. Левый верхний и нижний правый углы ленты оливкового цвета, просечены золотистыми полосками шириной 1 мм. Общая ширина ленты — 19 мм. Размер колодочки — 46 мм х 22 мм.

## Награждённые
- Гасанов, Закир Аскер оглы[2]
- Велиев, Эльчин Аждар оглы[3]
- Гурбанов, Исмаил Джалал оглы[4]
- Мамедов, Вюгар Вилайат оглы[5]
- Бабаев, Ариф[6]
- Дяргахлы, Вагиф[7]
- Набиев, Фирудин Хилал оглы
- Алиев, Эмин Акбер оглы